# الزمامرة 2 (أولاد سبيطة)
الزمامرة 2 هي إحدى مشيخات المملكة المغربية، تتبع جغرافيا لإقليم سيدي بنور وإداريًا لأولاد سبيطة. يقدر عدد سكانها بـ 7253 نسمة حسب الإحصاء الرسمي للسكان والسكنى لسنة 2004.